# Willy Rosenbusch
Willy Rosenbusch (* 3. Februar 1903 in Hannover; † 1. Mai 1983 ebenda) war ein deutscher Radrennfahrer und nationaler Meister im Radsport.

## Sportliche Laufbahn
Rosenbusch (auch Willi Rosenbusch) war im Bahnradsport und im Straßenradsport aktiv. Er begann während seiner Lehrzeit im elterlichen Möbelgeschäft mit dem Radsport. 1920 wurde er Mitglied im Verein „RV Pfeil von 1909“ in Hannover und bestritt in jenem Jahr seine ersten Radrennen. 1921 wurde er Amateur und gewann einige regionale Rennen. 1922 und 1923 gewann er die Deutsche Meisterschaft der Deutschen Radfahrer Union (DRU) im Mannschaftszeitfahren mit Heini Hartmann, Willy Seitz, Fritz Eicke, August Ernst, Emil Büchner und Fritz Kramer. 1922 war er im Großen Norddeutschen Straßenpreis erfolgreich. 1923 hatte er seine erfolgreichste Saison. Er gewann unter anderem den Großen Straßenpreis von Westdeutschland, den Großen Straßenpreis von Weimar, Dresden–Chemnitz–Dresden und die Straßenmeisterschaft von Hannover. 1924 kamen Siege bei Rund um den Elm, beim Großen Handels- und Industriepreis von Braunschweig, bei Rund um den Deister und erneut in der Straßenmeisterschaft von Hannover sowie bei weiteren Rennen dazu.
Auf der Bahn gewann er den Titel der DRU im Sprint vor Alex Fricke 1924. In der Meisterschaft im Steherrennen wurde er beim Sieg von Alex Fricke Dritter.
1925 wurde er Berufsfahrer und erreichte einige vordere Platzierungen in deutschen Eintagesrennen. 1927 trat er wieder zu den Amateuren über und fuhr für den Verein „RC Diamant Hannover“. Rosenbusch blieb bis 1932 aktiv und gewann trotz seiner beruflichen Belastungen noch Rennen wie den Großen Meisterpreis von Braunschweig, den Großen Condor Preis und Hannover–Bremen–Hannover.

## Privates
Rosenbusch heiratete 1925 und hatte eine Tochter. 1927 gründete er ein Sportgeschäft in Hannover. Anfang der 1930er Jahre eröffnete er ein Fuhrgeschäft. Während des Zweiten Weltkrieges wurde er zum Polizeidienst in Hannover eingezogen. Sein Geschäft sowie sein Wohnhaus in Hannover fielen einem Bombenangriff zum Opfer. Nach dem Kriegsende führte er wieder eine Spedition und ein Sportartikelgeschäft, in dem Karl Köther seine Lehre absolvierte.